# Россия 1985–1999: TraumaZone
Russia 1985—1999: TraumaZone (в некоторых СМИ с подзаголовком «Каково это было пережить крах коммунизма и демократии»; англ. «What It Felt Like to Live Through The Collapse of Communism and Democracy») — документальный телесериал BBC из семи частей, созданный Адамом Кёртисом. Премьера состоялась 13 октября 2022 года в сервисе BBC iPlayer.

## Сюжет
Сериал рассказывает о распаде СССР, подъёме капиталистической России и олигархии, что привело к власти Владимира Путина. А также о влиянии этих событий на все слои российского общества.

## Производство
Для проекта были оцифрованы ранее неиспользованные архивные кадры о Советском Союзе и России из московского бюро Би-би-си. После обнаружения отснятых материалов Адам Кёртис оказался единственным членом телекомпании, изъявившим желание их использовать. Во время создания сериала Кёртис решил отклониться от своего обычного режиссёрского стиля и не стал добавлять озвучку или недиегетическую музыку, а редкие комментарии были сделаны с помощью экранных титров. В статье для The Guardian Кёртис объяснил этот выбор тем, что кадры были «настолько сильными, что хотел позволить зрителям самим прочувствовать, что происходит [на экране]».

## Список эпизодов
| № | Название                     | Duration |
| --- | ---------------------------- | -------- |
| 1 | «Часть первая: 1985–1989»    | 60 минут |
| Перестройка. Мечта о спасении коммунизма. Но уже никто ни во что не верит. Советский строй трещит по швам. Солдаты возвращаются побежденными из Афганистана. Серия включает кадры с завода АвтоВАЗа в Тольятти, похорон Кима Филби и трагедии произошедшей 9 апреля во время антисоветских демонстраций в Тбилиси.                               |                              |          |
| 2 | «Часть вторая: 1989–1991»    | 60 минут |
| В Москве закончился картофель. Продовольственная ситуация лишь ухудшается. План по развитию страны не работает. На этом фоне в столице открывается McDonald’s. |                              |          |
| 3 | «Часть третья: 1991»         | 60 минут |
| Империя наносит ответный удар. Сторонники жестких мер пытаются совершить государственный переворот. Олигархи публикуют манифест. Идеологию сменяют деньги. Власть захватывает Борис Ельцин. |                              |          |
| 4 | «Часть четвёртая: 1992–1994» | 60 минут |
| Россия погружается в хаотичный мир грез, где больше нет ничего стабильного. Многие начинают лелеять мечты о имперском прошлом. У людей нет денег на еду. |                              |          |
| 5 | «Часть пятая: 1993–1996»     | 60 минут |
| Российское общество расколото. Миллионы людей находятся за чертой бедности. Многие живут под землей или в лесах. Президент атакует парламент танками, говоря, что спасает демократию. |                              |          |
| 6 | «Часть шестая: 1994–1998»    | 60 минут |
| Ельцин считает, что его спасёт война в Чечне. Олигархи захватывают контроль практически над всем. Всё переворачивается с ног на голову — защитниками демократии становятся бандиты. Серия содержит кадры штурма Грозного, предвыборной кампании лидера ЛДПР Владимира Жириновского и судебного процесса над бандитом Сергеем Шашуриным в Казани. |                              |          |
| 7 | «Часть седьмая: 1995–1999»   | 60 минут |
| Страну покидают западные банкиры. Олигархи берут власть в свои руки и ищут нового президента, который станет их марионеткой. Они выбирают Владимира Путина. Россияне восстают против «проклятия демократии». |                              |          |

## Отзывы критиков
Обозреватель The Guardian поставила сериалу высшую оценку — пять звезд — назвав его «гениальным и обязательным для просмотра». В статье для Financial Times Дэн Эйнав отметил: «„Russia 1985—1999: TraumaZone“ — это несомненно документальный фильм Адама Кёртиса. И при этом исключительный». Редакция «Медузы» назвала сериал «одним из самых ярких и (болезненных)» документальных проектов 2022 года.

## Награды
В 2023 году сериал выиграл премию Британской Академии в области телевидения (BAFTA TV Award) в номинации «лучший фильм, основанный на реальных событиях».